# To Wish You a Merry Christmas
To Wish You a Merry Christmas è un album in studio del cantante statunitense Harry Belafonte, pubblicato nel 1958.

## Tracce
Side 1
1. A Star in the East - 4:15
2. The Gifts They Gave - 3:58
3. The Son of Mary - 3:21
4. The Twelve Days of Christmas - 3:49
5. Where the Little Jesus Sleeps - 2:05
6. Medley: The Joys of Christmas; Oh Little Town of Bethlehem; Deck the Halls; The First Noël - 5:25

Side 2
1. Mary, Mary - 3:21
2. Jehova the Lord Will Provide - 2:57
3. Silent Night - 3:35
4. Christmas Is Coming - 1:38
5. Medley: We Wish You a Merry Christmas; God Rest Ye Merry, Gentlemen; O Come All Ye Faithful; Joy to the World - 4:29
6. I Heard the Bells on Christmas Day - 3:03